# かぞくのくに
『かぞくのくに』は、2012年8月4日に公開された日本映画。在日コリアン2世のヤン・ヨンヒ監督による第3作。ヤン監督が自身の実体験を基に書き起こしたフィクション映画で、今なお北朝鮮で暮らす家族を想い書き下ろした作品である。

## ストーリー
在日コリアンのソンホは総連の重役を務める父の勧めに従い、当時「理想郷」と称えられていた北朝鮮の「帰国事業」に参加し半島に渡り、現地で結婚し子供も生まれたが、離れ離れとなった家族の再会は果たされていなかった。
それから25年、ソンホの一時帰国が実現する。ソンホは脳に悪性の腫瘍を患い、その治療のため、3ヶ月の期間限定で日本滞在が許されたのだ。久々の再会に妹のリエや母ら、家族は歓喜し、ソンホを温かく迎え入れる。だがソンホには常に同志ヤンが付き従い、その行動を制限・監視していた。
検査の結果、ソンホの治療は3ヶ月では足らず半年以上の入院が必要だと告げられ、手術を断られてしまう。なんとかソンホの腫瘍を治療させようとリエがソンホの幼馴染で医者に嫁いだスニに相談していた矢先、朝鮮本国から突然の帰国命令が下る。

## 受賞
- 第4回 TAMA映画賞　最優秀新進監督賞（ヤン・ヨンヒ）
- 2013年1月11日、2012年公開の映画を対象とした第86回キネマ旬報ベスト・テンで日本映画の1位に選ばれた[1]。また、主演の安藤サクラはこの作品による同賞の主演女優賞と、他複数作の演技で助演女優賞を受賞し、同賞史上初の同じ俳優による主演・助演ダブル受賞を獲得した[2]。
- 第86回キネマ旬報ベスト・テン：第1位・主演女優賞（安藤サクラ）
- 第67回毎日映画コンクール脚本賞[3]
- 第55回ブルーリボン賞 作品賞・主演女優賞（安藤サクラ）・助演男優賞（井浦新）[4]
- 第64回読売文学賞戯曲・シナリオ部門を受賞。
- 第34回ヨコハマ映画祭 ベストテン（第7位）、新人監督賞（ヤン・ヨンヒ）
- おおさかシネマフェスティバル2013 ベストテン（第1位）、監督賞（ヤン・ヨンヒ）、主演男優賞（井浦新）
- 映画芸術　2012日本映画ベストテン（第1位）
- 2012全国映連賞 ベストテン（第3位）
- 第22回日本映画プロフェッショナル大賞 主演男優賞（井浦新）[5]
- 第22回日本映画批評家大賞 主演女優賞（安藤サクラ）、新人監督賞（ヤン・ヨンヒ）[6][7]
- 第62回ベルリン国際映画祭フォーラム部門でC.I.C.A.E（国際アートシアター連盟）賞

## 出品
- 第85回アカデミー賞・外国語映画賞の日本代表として出品されたが[8]、ノミネートは逃した。

## キャスト
- リエ - 安藤サクラ
- 兄（オッパ）／ソンホ - 井浦新
- ヤン同志 - ヤン・イクチュン
- スニ - 京野ことみ
- ホンギ - 大森立嗣
- ジュノ - 村上淳
- チョリ - 省吾（ポカスカジャン）
- 叔父（サムチョン）／テジョ - 諏訪太朗
- 母（オモニ） - 宮崎美子
- 父（アボジ） - 津嘉山正種
- 医師 -　吉岡睦雄
- 看護師 -　玄覺悠子
- 山田真歩

## スタッフ
- 監督・脚本 - ヤン・ヨンヒ
- 企画・エグゼクティブプロデューサー - 河村光庸
- プロデューサー - 佐藤順子、越川道夫
- 撮影 - 戸田義久
- 美術 - 丸尾知行
- 装飾 - 藤田徹
- 音楽 - 岩代太郎
- 音響 - 菊池信之
- 照明 - 山本浩資
- 編集 - 菊井貴繁
- 衣裳デザイン - 宮本まさ江
- ヘアメイク - 橋本申二
- 制作担当 - 金子堅太郎
- 監督補 - 菊地健雄
- 助監督 - 高杉考宏
- 宣伝プロデューサー - 竹内伸治
- 製作 - スターサンズ
- 制作 - スローラーナー
- 宣伝協力 - ザジフィルムス
- 配給 - スターサンズ

## イメージソング
- アン・サリー with saigenji 「白いブランコ」 - ビリー・バンバンによる1969年のヒット曲のカバー。iTunes Storeによる配信限定で発売。